# Myriapora truncata
Faux corail
Espèce
Myriapora truncata, le faux corail est une espèce d'ectoproctes de la famille des Myriaporidae.

## Publication originale
- Pallas, 1766 : Miscellanea zoologica. Quibus novae imprimis atque obscurae animalium species describuntur et observationibus iconibusque illustrantur. Hague Comitum, p. 1-224.

## Sources
- coll., Parc National de Port-Cros, 80 poissons et espèces marines de Méditerranée, éd. Libris  (ISBN 9782847991239)